# Nappey
Nappey est une entreprise de fabrication de montres fondée en 1946, originaire de Besançon, en France. L'entreprise est notamment connue pour avoir été le chronométreur officiel du Tour de France entre 1957 et 1960.
L'entreprise Nappey connut une liquidation judiciaire en 1970, avant de réapparaitre sous le nom de Société nouvelle des montres Nappey puis d'être rachetée en 1995 par le groupe Claude Hélier .

## Historique de la manufacture

### 1946: naissance de la marque
L'entreprise Nappey est fondée à Besançon en 1946, lorsque Jules Nappey fabrique ses premiers garde-temps.

### Essor et marketing

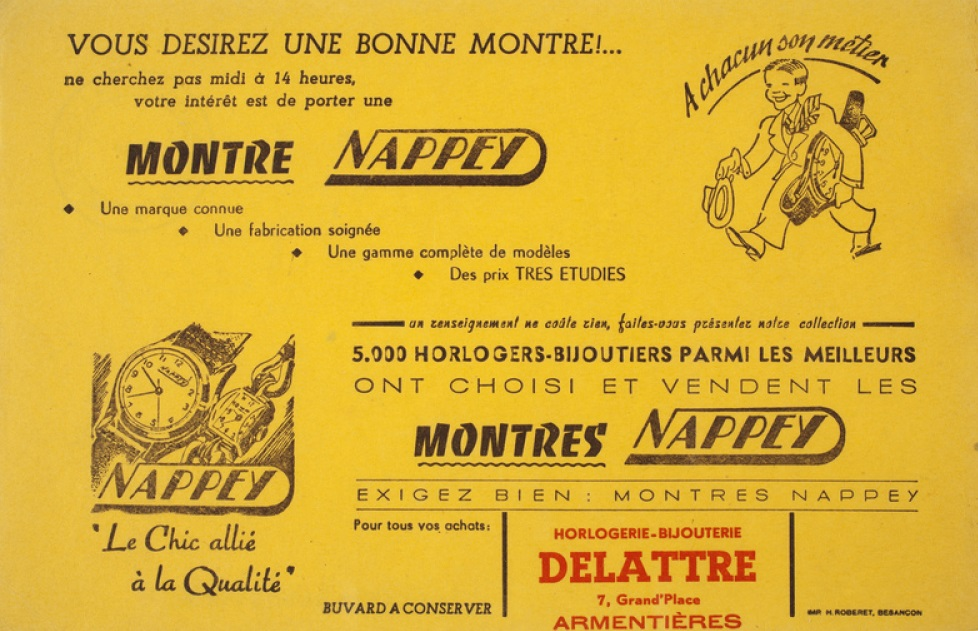
Une réclame de la marque

En 1957, Nappey se joint à l'entreprise Klaus et Gilac pour lancer le périodique de bandes dessinées « Jeannot », destiné à être utilisé comme support publicitaire. Cette bande dessinée sera tenu par René Goscinny, créateur d'Astérix, du Petit Nicolas et scénariste de nombreux albums de Lucky Luke.
Entre 1957 et 1960, l'entreprise Nappey sponsorise le Tour de France et l'émission radio Reine d’un jour ! de Jean Nohain.
En 1959, après l'ouverture du marché commun, l'entreprise Nappey intègre le groupe Heuroplan, regroupant les marques suisses Movado, Eska, Cyma, et Juvenia qui avait pour objectif de promouvoir les montres de ces cinq marques dans le marché français. Cette association n'aura duré que deux années avant de se dissoudre. 

## Modèles réputés
Au salon de Besançon de 1960, l'entreprise Nappey créée la sensation en lançant l'une des premières montres à double fuseaux horaires du monde appelée « Jumelles Times », regroupant deux petits mouvements au sein d'un seul et même boitier.